# Заслуженный артист Казахской ССР
Заслуженный артист Казахской  ССР — почётное звание, присваивалось Президиумом Верховного Совета  Казахской ССР и являлось одной из форм признания государством и обществом заслуг отличившихся граждан. Учреждено 10 августа 1931 года. 
Присваивалось выдающимся деятелям искусства, особо отличившимся в деле развития театра, музыки, кино, цирка, режиссёрам, композиторам, дирижёрам, концертмейстерам, художественным руководителям музыкальных, хоровых, танцевальных и других коллективов, другим творческим работникам, музыкантам-исполнителям за высокое мастерство, и содействие развитию искусства.
Следующей степенью признания было присвоение звания «Народный артист Казахской ССР», затем «Народный артист СССР».
Начиная с 1919 и до указа 1931 года присваивалось звание «Заслуженный артист Республики». Присваивалось оно коллегиями Наркомпроса республик, приказами наркомов просвещения, исполкомами областных и краевых советов.                              
Первым награждённым в 1934 году была Куляш Байсеитова – оперная певица.

Последним награждённым этим почётным званием в 1985 году была Нагима Ескалиева - эстрадная певица.
С распадом Советского Союза в   Казахстане звание «Заслуженный артист Казахской ССР» было заменено званием «Заслуженный артист Казахстана», при этом учитывая заслуги граждан Республики Казахстан, награждённых государственными наградами бывших СССР и Казахской ССР, за ними сохранились права и обязанности, предусмотренные законодательством бывших СССР и Казахской ССР о наградах.